# Massimo Demartis
Massimo De Martis (Alghero, 8 ottobre 1974) è un allenatore di calcio ed ex calciatore italiano, di ruolo difensore.

## Carriera

### Giocatore
Ha esordito in prima squadra a 17 anni con la Torres Sassari nel Campionato Interregionale 1991-1992.
Dal 1992 al 1997 ha militato per cinque campionati di fila col Tempio in Serie C2 (1992-1993, 1993-1994, 1994-1995, 1995-1996, 1996-1997).
Dal 1997 al 2002 ha disputato cinque stagioni in Serie C1 (1997-1998, 1998-1999, 1999-2000, 2000-2001, 2001-2002) di cui una con la Nocerina, tre con l'Avellino ed una col Catania, ottenendo la promozione in Serie B grazie alla vittoria nella finale play-off contro il Taranto.
Tra il 2002 ed il 2005 ha affrontato tre campionati di Serie B (2002-2003, 2003-2004, 2004-2005 uscendo in semifinale play-off contro il Torino, poi promosso in Serie B), uno col Catania e due con l'Ascoli.
Nell'agosto del 2005 è ritornato dopo quattordici anni alla Torres Sassari, avendo Antonello Cuccureddu come allenatore. Quell'anno ha sfiorato la promozione in Serie B, uscendo in semifinale play-off contro il Grosseto.
Nell'estate del 2006 ha firmato con il Pescara un contratto annuale in Serie B 2006-2007.
A luglio 2007 è passato al Perugia, in Serie C1 2007-2008 (uscendo in semifinale play-off contro l'Ancona, poi promosso in Serie B), dove ha ritrovato come allenatore Antonello Cuccureddu, avuto in precedenza nella stagione 2005-2006 alla Torres Sassari.
Nell'estate del 2008 ha firmato con il Sorrento in Lega Pro Prima Divisione 2008-2009, vincendo la Coppa Italia Lega Pro grazie alla vittoria in finale sulla Cremonese.
A luglio 2009 ha firmato per l'Olbia in Lega Pro Seconda Divisione 2009-2010.
Il 5 agosto 2010 è passato al Pomezia in Lega Pro Seconda Divisione 2010-2011. Alla fine della stagione il Pomezia è stato radiato dalla FIGC e così il calciatore si è ritrovato svincolato.
Il 19 luglio 2011 ha firmato un contratto annuale con il Porto Torres, in Serie D, rinnovando poi per un'altra stagione.
Ad agosto 2013 è ritornato ad Alghero, sua città natale, per ricoprire prima il doppio ruolo di allenatore-giocatore nell'Alghero 1945 e poi soltanto quello di difensore, nel campionato regionale di Eccellenza della Sardegna.
In carriera ha totalizzato 137 partite in Serie B (più una gara dei play-off promozione con l'Ascoli). Nei 22 campionati professionistici disputati ha segnato solo 4 reti: la prima il 25 gennaio 1998 in Giulianova-Nocerina (0-1) di Serie C1, altre due con la maglia del Pomezia ed una col Porto Torres in serie D.

### Allenatore
Nella stagione 2014-2015 è diventato l'allenatore della Pietraia Alghero, squadra militante nel campionato di Seconda Categoria della Sardegna.

## Palmarès

### Club

#### Competizioni nazionali
- Coppa Italia Lega Pro: 1

Sorrento: 2008-2009